# Município de Morgan (condado de Gallia, Ohio)
O município de Morgan (em inglês: Morgan Township) é um município localizado no condado de Gallia no estado estadounidense de Ohio. No ano de 2010 tinha uma população de 1.404 habitantes e uma densidade populacional de 17,48 pessoas por km².

## Geografia
O município de Morgan encontra-se localizado nas coordenadas 38° 58′ 41″ N, 82° 16′ 18″ O. Segundo a Departamento do Censo dos Estados Unidos, o município tem uma superfície total de 80.3 km², da qual 80,21 km² correspondem a terra firme e (0,11 %) 0,09 km² é água.

## Demografia
Segundo o censo de 2010, tinha 1.404 habitantes residindo no município de Morgan. A densidade populacional era de 17,48 hab./km². Dos 1.404 habitantes, o município de Morgan estava composto pelo 96,79 % brancos, o 1,14 % eram afroamericanos, o 0,14 % eram amerindios, o 0,07 % eram asiáticos, o 0,14 % eram de outras raças e o 1,71 % eram de uma mistura de raças. Do total da população o 1,42 % eram hispanos ou latinos de qualquer raça.